# Patrik Schick
Patrik Schick (Praga, 24 de janeiro de 1996) é um futebolista tcheco que atua como centroavante. Atualmente joga no Bayer Leverkusen.

## Carreira

### Sparta Praga
Em 3 de maio de 2014 estreou com a equipe principal do Sparta Praga, na derrota por 1–3 contra o FK Teplice. 
Em 18 de novembro de 2014, fez seu primeiro gol pela equipe principal do Sparta Praga no empate por 1–1 sobre o Příbram, pela Copa da República Tcheca.

### Bohemians 1905
Estreou em 26 de julho de 2015, na derrota por 0–1 contra o Fastav Zlín.

### Sampdoria
Em 13 de julho de 2016, Patrik Schick assinou com a UC Sampdoria por 4 milhões de euros.
Estreou em 14 de agosto de 2016, na vitória por 3–0 contra o Bassano Virtus, pela Coppa Italia de 2016–17.

### Roma
Em 29 de agosto de 2017, assinou com a Roma, que pagou 5 milhões de euros pelo empréstimo de uma temporada, mais 9 milhões para contrata-lo em definitivo após o término do empréstimo, caso o jogador atinja determinadas cláusulas esportivas.O jogador irá usar a camisa 14 na temporada 2017–18.

## Seleção Tcheca
Em 27 de maio de 2016, estreou e marcou seu primeiro gol pela Seleção da República Tcheca na vitória por 6–0 sobre a Seleção Maltesa.
Em 25 de maio de 2021, Schick foi convocado para a disputa da Eurocopa de 2020. Na primeira partida da fase de grupos da República Tcheca contra a Escócia, Schick marcou duas vezes, incluindo um golaço do meio do campo na vitória da República Tcheca por 2x0. O gol foi o mais longo registrado na Euro desde 1980 em 49,7 jardas (ou 45 metros).  Ele se tornou o primeiro jogador tcheco desde Tomáš Rosický na Copa do Mundo FIFA de 2006 a marcar dois gols em um grande torneio e o primeiro desde Milan Baroš em 2004 para fazer na Eurocopa. Contra a Croácia, Schick marcou de pênalti no empate por 1 a 1.  Em 27 de junho, ele marcou seu quarto gol no torneio na vitória histórica da República Tcheca sobre a Holanda nas oitavas de final. Em 3 de julho, ele marcou um gol na derrota por 2x1 contra a Dinamarca em nas quartas de final, igualando o recorde de Milan Baroš de cinco gols no Campeonato Europeu e dividindo a artilharia da competição ao lado de Cristiano Ronaldo. 

## Estatísticas
Atualizado até 13 de dezembro de 2016

### Clubes
| Equipe            | Temporada         | Campeonato nacional | Campeonato nacional | Copa nacional | Copa nacional | Competições continentais | Competições continentais | Total | Total |
| Equipe            | Temporada         | Jogos               | Gols                | Jogos         | Gols          | Jogos                    | Gols                     | Jogos | Gols  |
| ----------------- | ----------------- | ------------------- | ------------------- | ------------- | ------------- | ------------------------ | ------------------------ | ----- | ----- |
| Sparta Praga      | 2013–14           | 2                   | 0                   | 1             | 0             | –                        | –                        | 3     | 0     |
| Sparta Praga      | 2014–15           | 2                   | 0                   | 3             | 1             | 2                        | 0                        | 7     | 1     |
| Sparta Praga      | Total             | 4                   | 0                   | 4             | 1             | 2                        | 0                        | 10    | 1     |
| Bohemians 1905    | 2015–16           | 27                  | 8                   | 1             | 0             | –                        | –                        | 28    | 8     |
| Bohemians 1905    | Total             | 27                  | 8                   | 1             | 0             | –                        | –                        | 28    | 8     |
| Sampdoria         | 2016–17           | 10                  | 3                   | 2             | 2             | –                        | –                        | 12    | 5     |
| Sampdoria         | Total             | 10                  | 3                   | 2             | 2             | –                        | –                        | 12    | 5     |
| Total na carreira | Total na carreira | 41                  | 11                  | 7             | 2             | 2                        | 0                        | 50    | 14    |

### Seleção Tcheca
Expanda a caixa de informações para conferir todos os jogos deste jogador, pela sua seleção nacional.
Sub-21
|    | Data                   | Local                                 | Resultado | Adversário | Gol(s) | Competição                |
| -- | ---------------------- | ------------------------------------- | --------- | ---------- | ------ | ------------------------- |
| 1. | 4 de setembro de 2015  | Stadion Střelnice, Jablonec nad Nisou | 4–1       | Malta      | 2      | Elim. Europeu Sub-21 2017 |
| 2. | 8 de setembro de 2015  | Zemgales Olympic Centre, Jelgava      | 1–1       | Letónia    | 0      | Elim. Europeu Sub-21 2017 |
| 3. | 13 de outubro de 2015  | City Stadium, Uherské Hradiště        | 3–3       | Montenegro | 0      | Elim. Europeu Sub-21 2017 |
| 4. | 12 de novembro de 2015 | Stadion Střelnice, Jablonec nad Nisou | 1–0       | Bélgica    | 1      | Elim. Europeu Sub-21 2017 |
| 5. | 16 de novembro de 2015 | CSR Orhei, Orhei                      | 3–1       | Moldávia   | 0      | Elim. Europeu Sub-21 2017 |
| 6. | 25 de março de 2016    | City Stadium, Uherské Hradiště        | 2–1       | Letónia    | 2      | Elim. Europeu Sub-21 2017 |
| 7. | 29 de março de 2016    | National Stadium, Ta' Qali            | 7–0       | Malta      | 3      | Elim. Europeu Sub-21 2017 |
| 8. | 1 de setembro de 2016  | Estádio Pod Goricom, Podgorica        | 3–0       | Montenegro | 2      | Elim. Europeu Sub-21 2017 |
| 9. | 6 de setembro de 2016  | Den Dreef, Leuven                     | 1–2       | Bélgica    | 0      | Elim. Europeu Sub-21 2017 |

Seleção Principal
|    | Data               | Local                    | Resultado | Adversário | Gol(s) | Competição |
| -- | ------------------ | ------------------------ | --------- | ---------- | ------ | ---------- |
| 1. | 27 de maio de 2016 | Kufstein Arena, Kufstein | 6–0       | Malta      | 1      | Amistoso   |

## Títulos
Sparta Praga
- Campeonato Checo: 2013–14
- Copa da Chéquia: 2013–14
- Supercopa da Chéquia: 2014

Bayer Leverkusen
- Campeonato Alemão: 2023–24
- Copa da Alemanha: 2023–24
- Supercopa da Alemanha: 2024

### Prêmios individuais
- Futebolistas Checo do Ano: 2021 e 2022
- Gol Mais Bonito do Campeonato Europeu: 2020
- Jogador do Mês da Bundesliga: Dezembro de 2021

### Artilharias
- Chuteira de Prata do Campeonato Europeu de 2020: (5 gols)